# Hinke Luiten
Hinke Maria Luiten (Haarlem, 14 april 1955 – Deventer, 1 augustus 2024) was een Nederlandse coupeuse en kunstenares.

## Levensloop
Hinke Luiten werd geboren in Haarlem en is opgegroeid in Enschede. Ze was dochter van A. Pols (moeder) en G. Luiten (vader). Hinke is een zus van schrijfster Hetty Luiten.  Sinds 1985 was ze woonachtig in Deventer. In 1992 behaalde ze haar diploma van de ENSAID coupeuse opleiding.

## Werk
Door geldgebrek is Luiten gaan experimenteren met diverse afvalmaterialen, waar ze draagbare kunstkleding van maakte. Met deze creaties kwam ze in de media. Zo werd er op 21 februari 2002 een aflevering van Het Klokhuis aan haar ontwerpen gewijd. Door de toenemende bekendheid kreeg ze steeds meer materialen aangeboden. Zo kreeg Luiten van voetbalclub Go Ahead Eagles kapot getrapte ballen, waar ze een jurk van maakte die door het eerste elftal werd gesigneerd. Door haar werk gaf ze interviews, modeshows en presentaties door het hele land. Tijdens Koninginnedag 2003 in Deventer werden enkele van haar ontwerpen getoond aan het Koninklijk bezoek. Van 9350 knopen uit de Deventer Knopenfabriek maakte Luiten een 10 kilo wegende jurk, die in 2003 tentoon werd gesteld in het streekmuseum in Dokkum, waarna de jurk in 2005 werd gebruikt voor de internationale expositie Pracht & Kraal in het Tropenmuseum. Omdat Deventer in 2009 als eerste stad in Europa van een glasvezelnetwerk was voorzien, maakte Luiten in opdracht een draagbaar glasvezel-kunstwerk in de vorm van een pauw. Sinds 2015 staat de singletjesjurk gemaakt van vinyl in het RockArt museum in Hoek van Holland. Een jurk gemaakt van oude stadplattegronden van Deventer staat in het stadshuis van Deventer. Luiten heeft ook leegstaande etalages gevuld met haar creaties. In het voorjaar van 2024 exposeert Luiten 20 creaties op de tentoonstelling "Anders Kijken" in het Museum van de Vrouw in Echt.
Naast uiteenlopende afvalmaterialen, waaronder verlopen bromfietsplaatjes en koffiecapsules, gebruikte Luiten ook geld als materiaal. In 2017 ontwierp ze een jas voor De Nederlandsche Bank gemaakt van 50-euro biljetten, ter gelegenheid van de introductie van het nieuwe 50-euro biljet. Op Prinsjesdag 2021 droeg Tweede Kamerlid Hilde Palland een kraag, tas en armband van Luiten, gemaakt van kwartjes. In 2007 had zij al eens een - 19,5 kilo wegende - centenjurk gemaakt.
Tijdens haar carrière als kunstenares maakte Luiten in totaal 120 draagbare kunstcreaties. In 2021 stopte ze met haar werk.

## Prijs
- Luiten ontving in 1997 de Culturele Aanmoedigingsprijs van Deventer.[6]

## Galerij

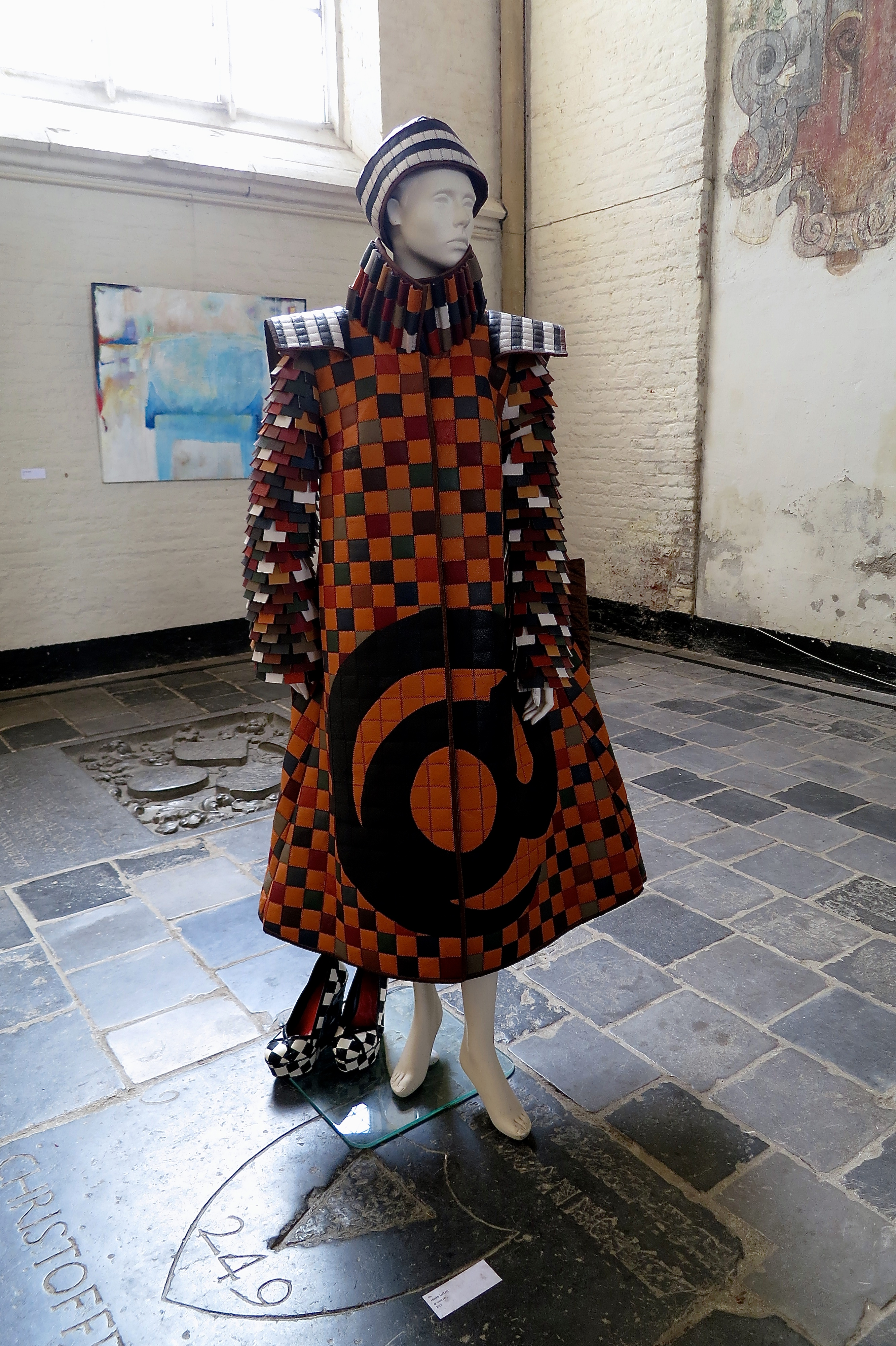
QR-code jas, Hinke Luiten 2012
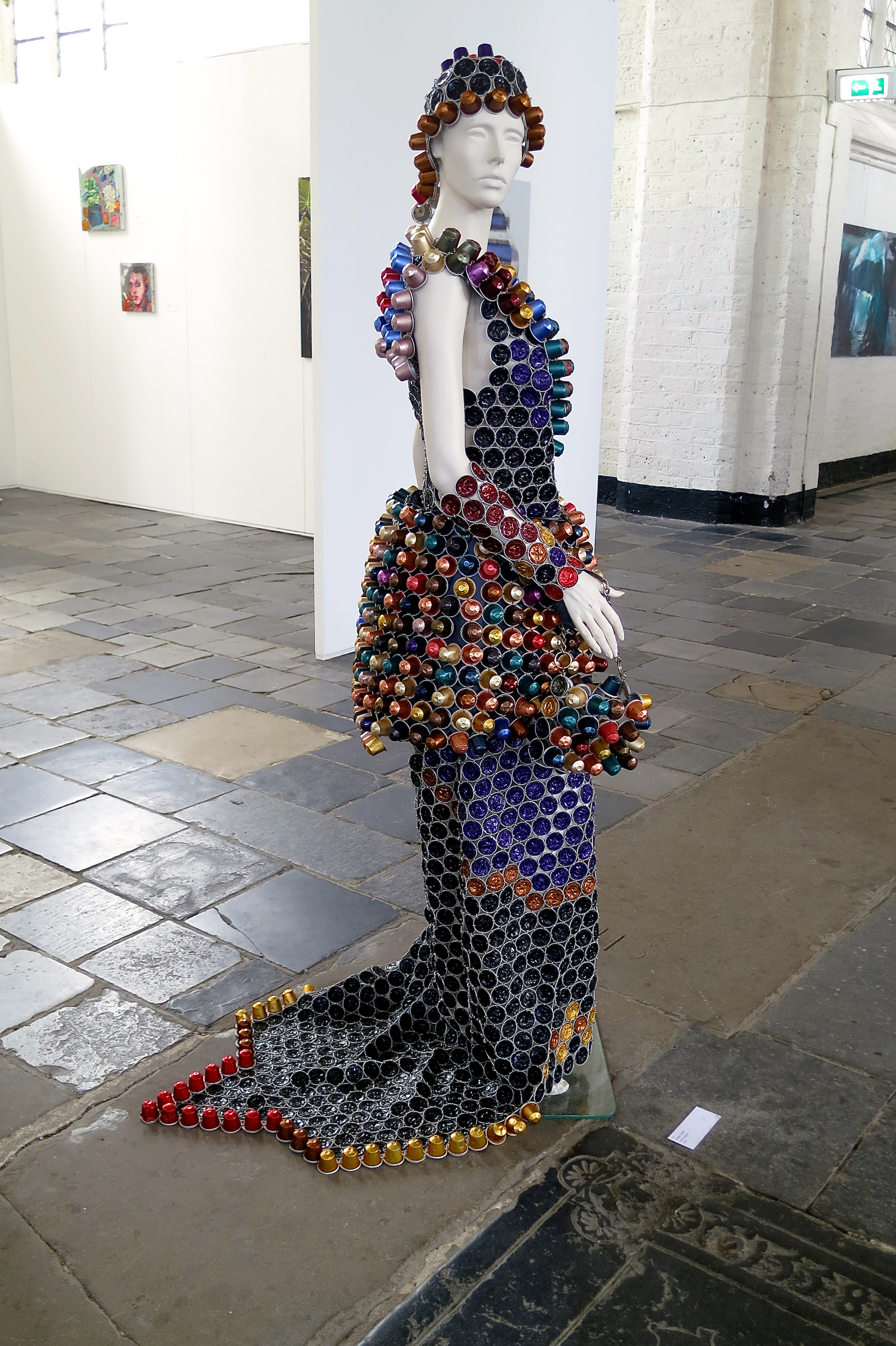
Koffiecups jurk, Hinke Luiten 2014
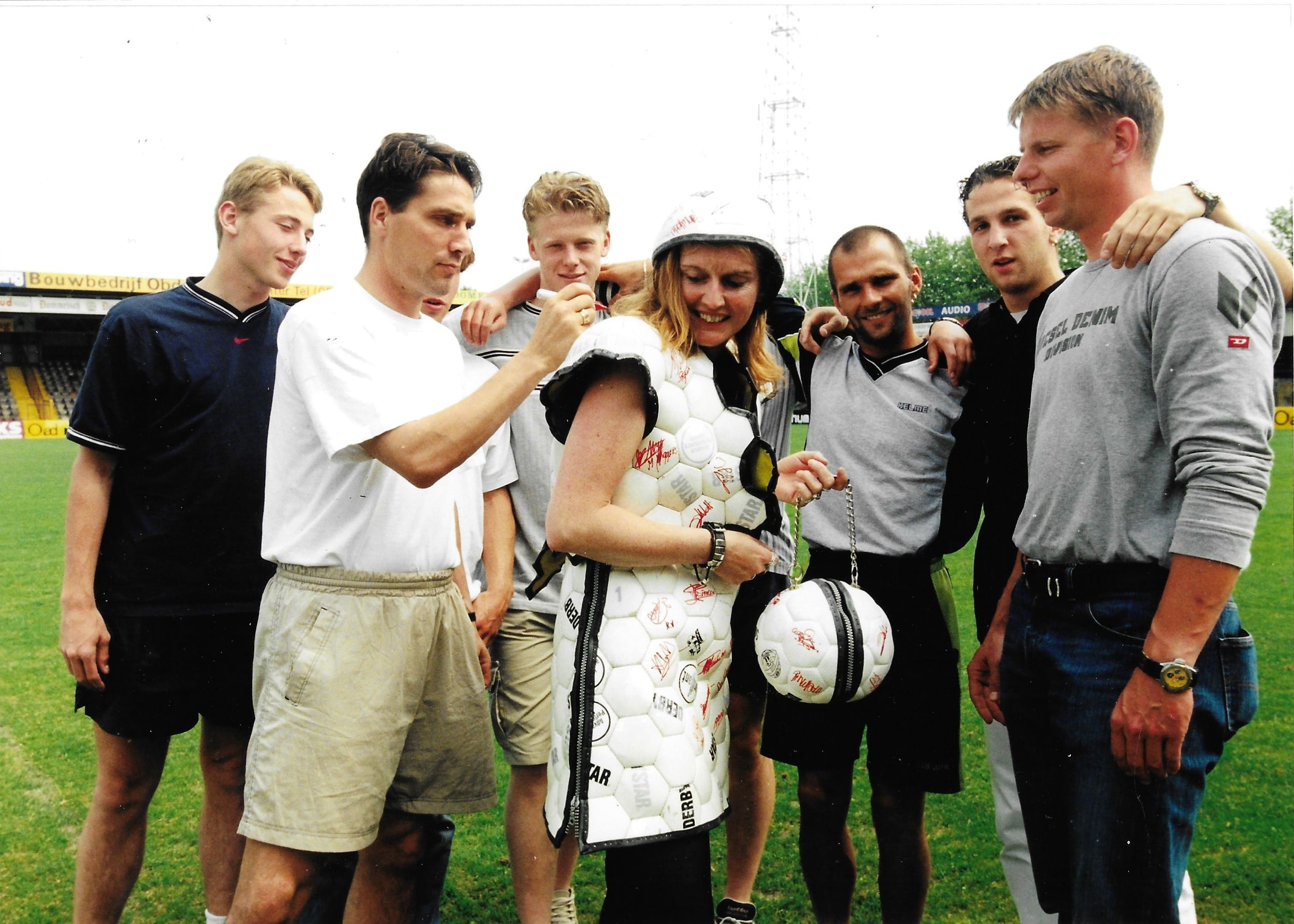
Voetbaljurk, Hinke Luiten 1999, gesigneerd door eerste elftal Go Ahead Eagles
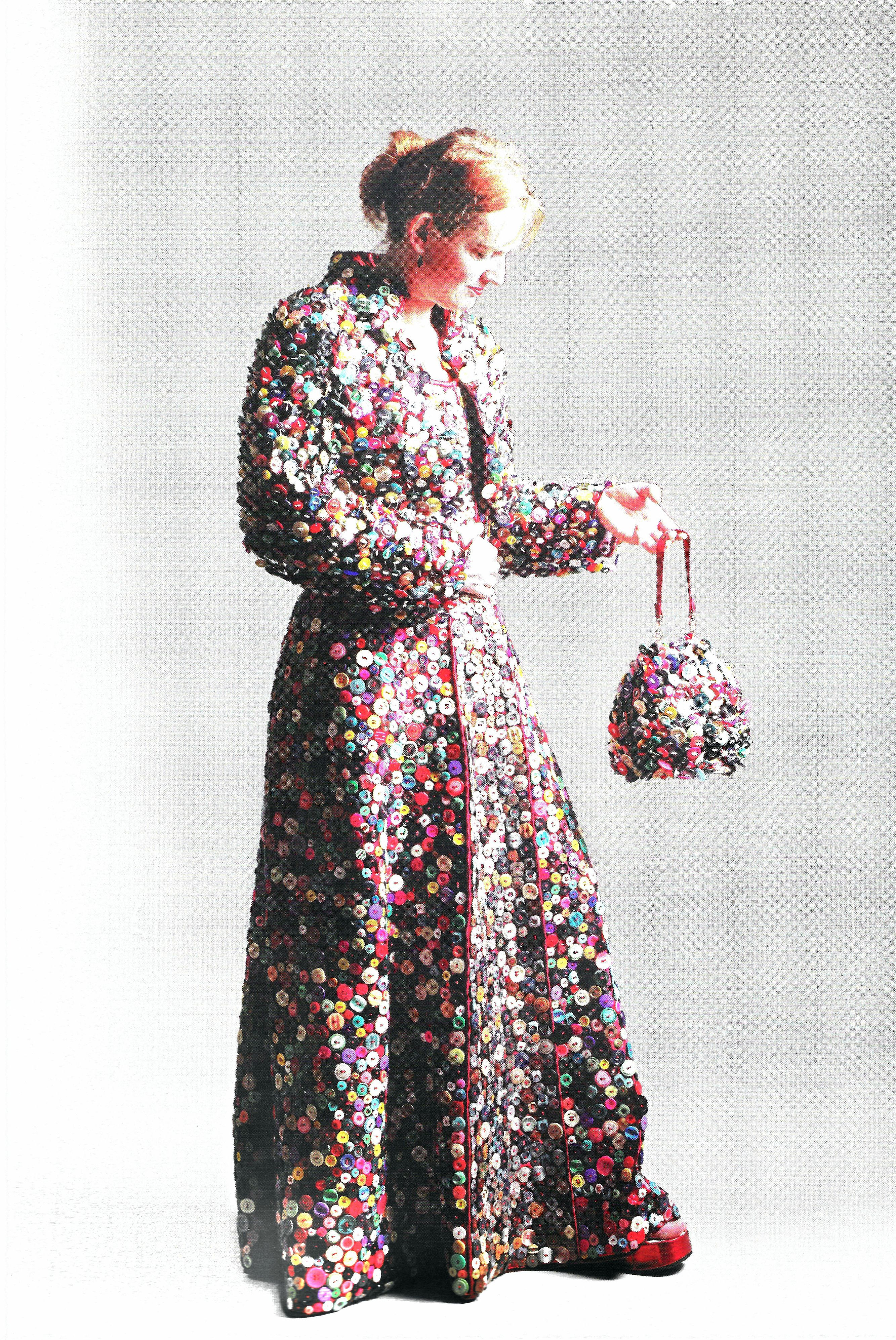
Knopenjurk, Hinke Luiten 2003
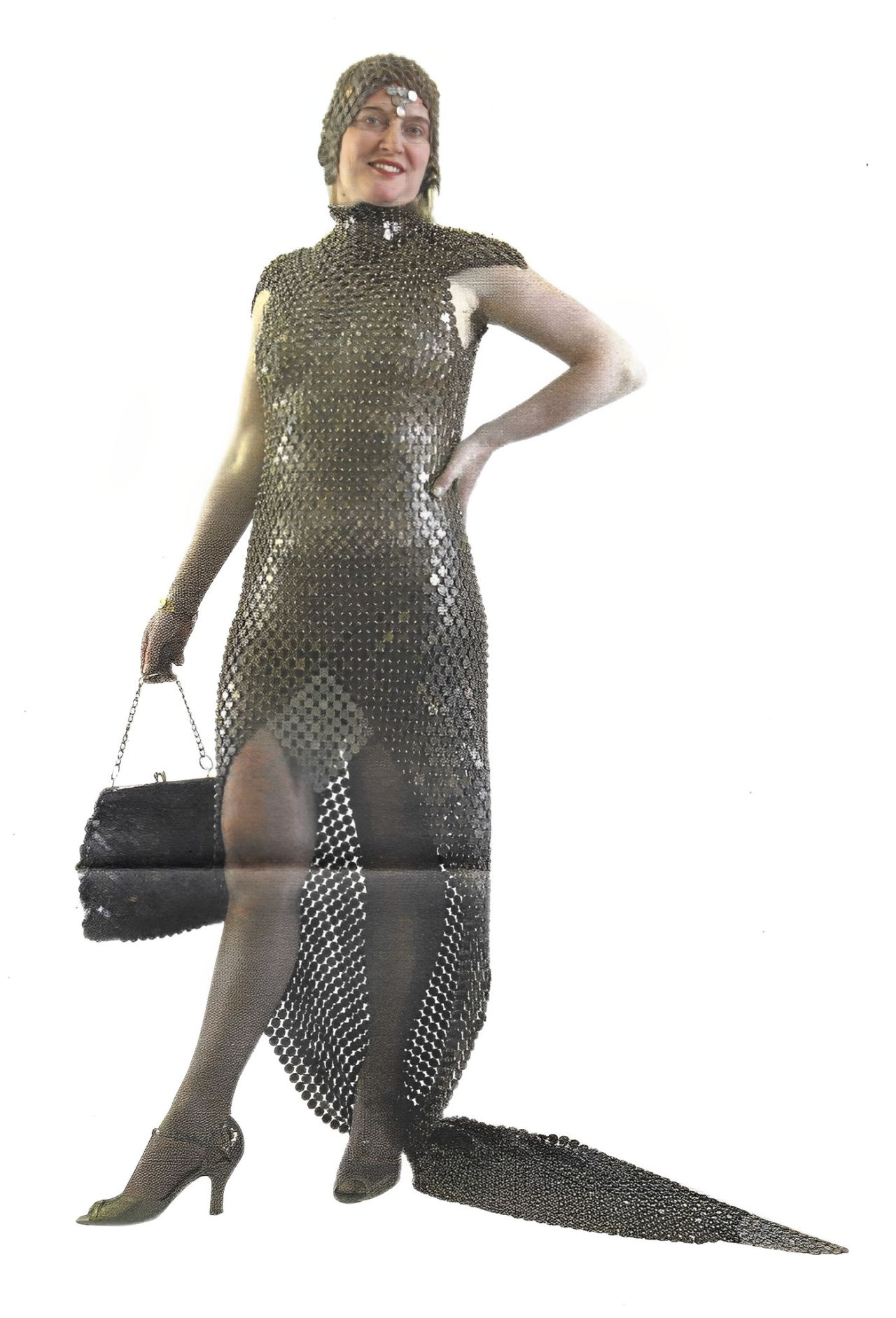
Nederlandse centenjurk, Hinke Luiten 2007
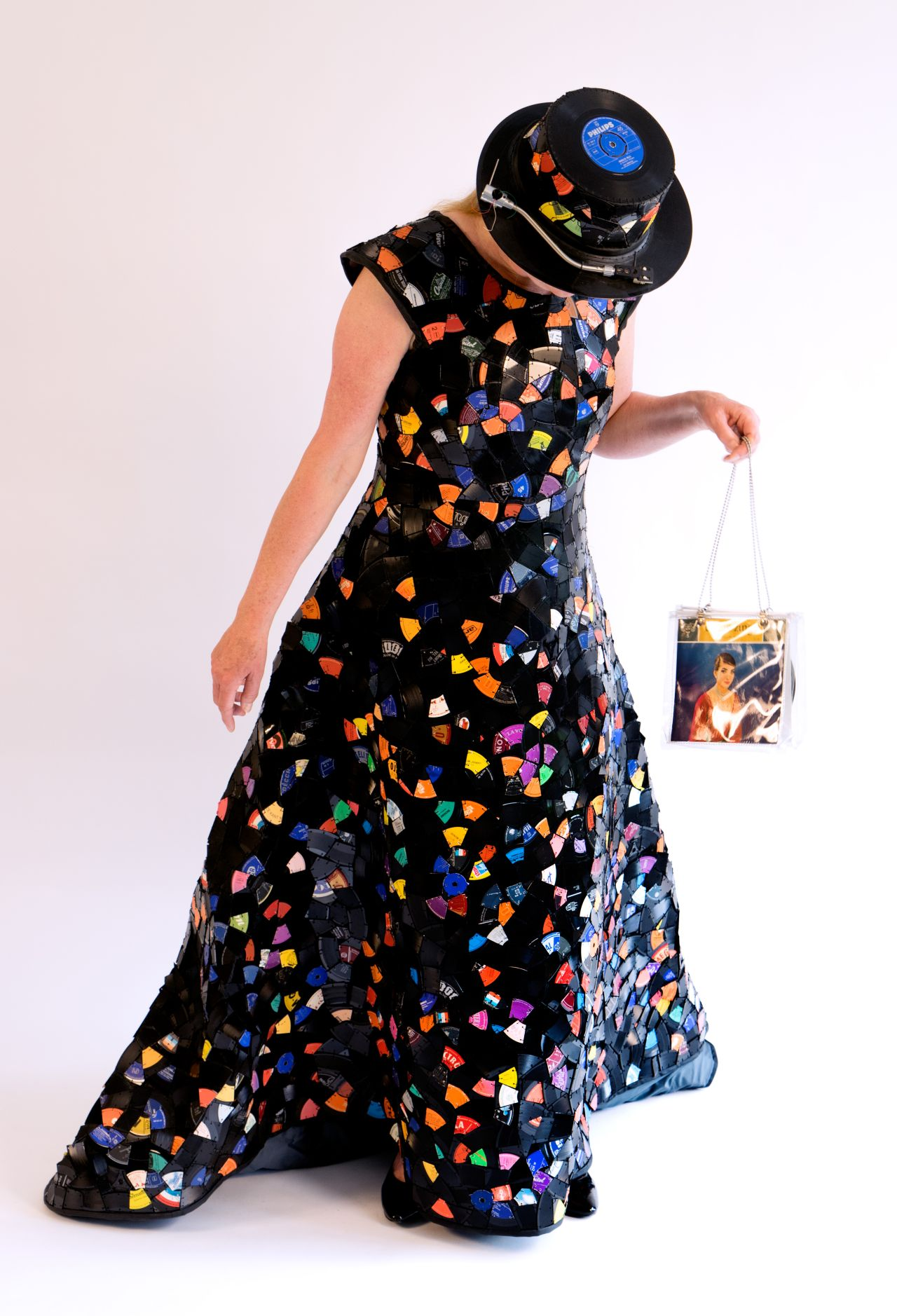
Singletjesjurk, Hinke Luiten 2014
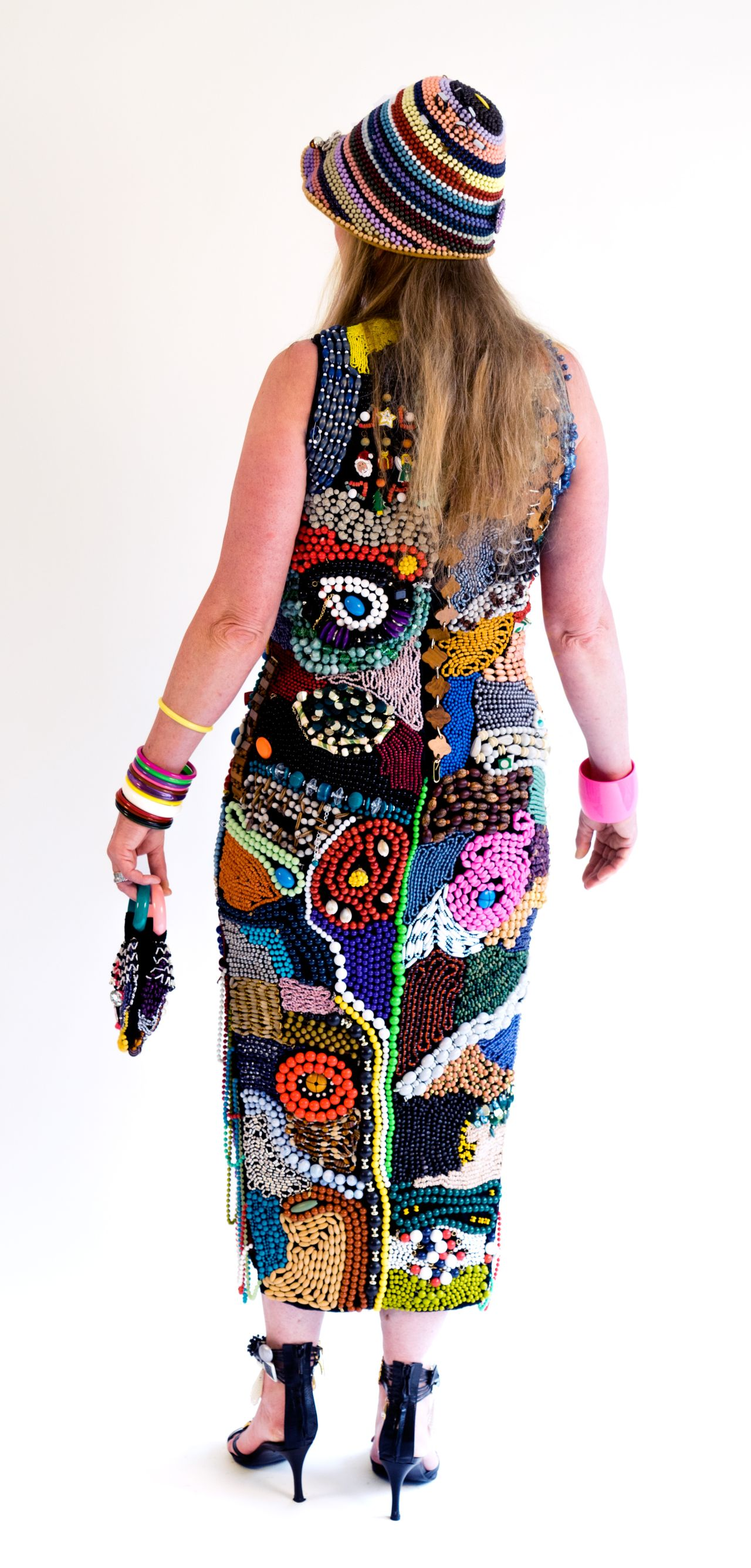
Sieradenjurk, Hinke Luiten 2008
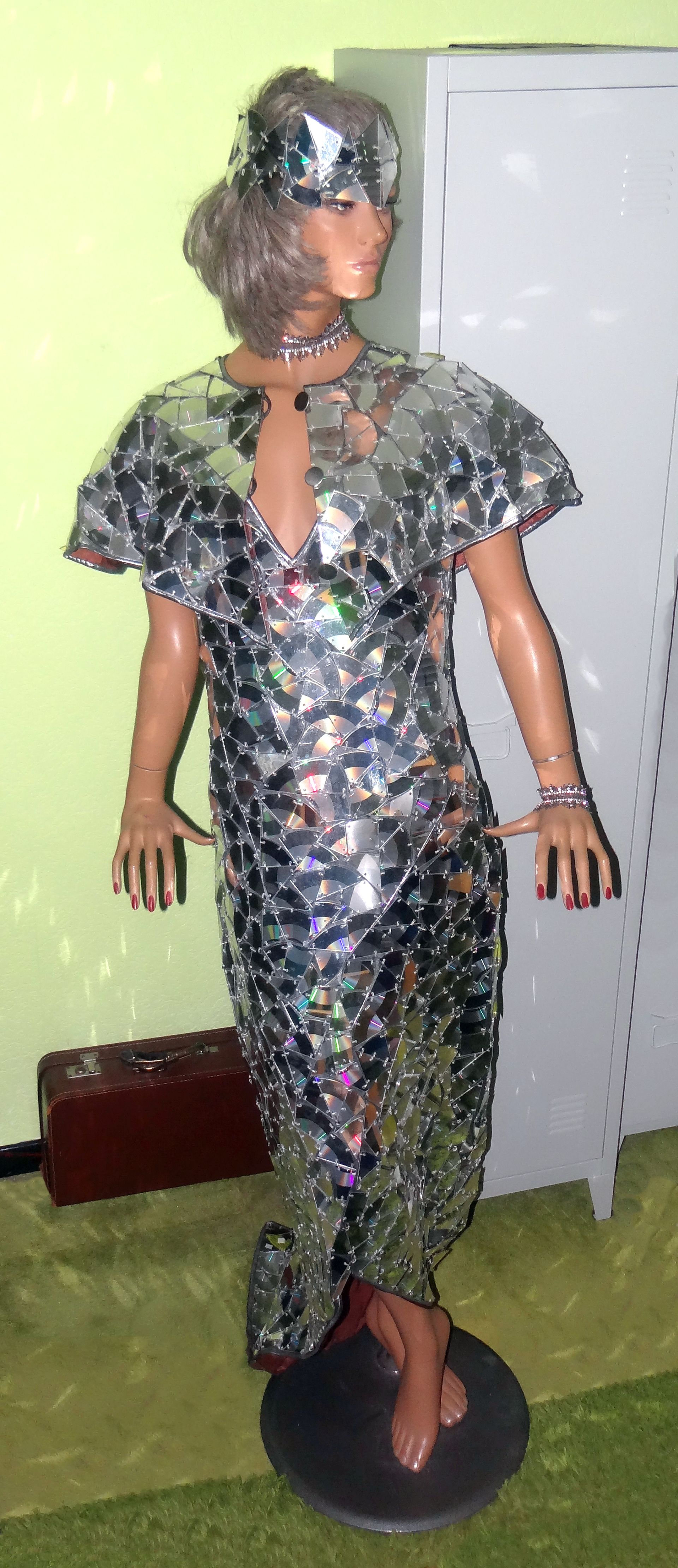
CD-jurk, Hinke Luiten 1999
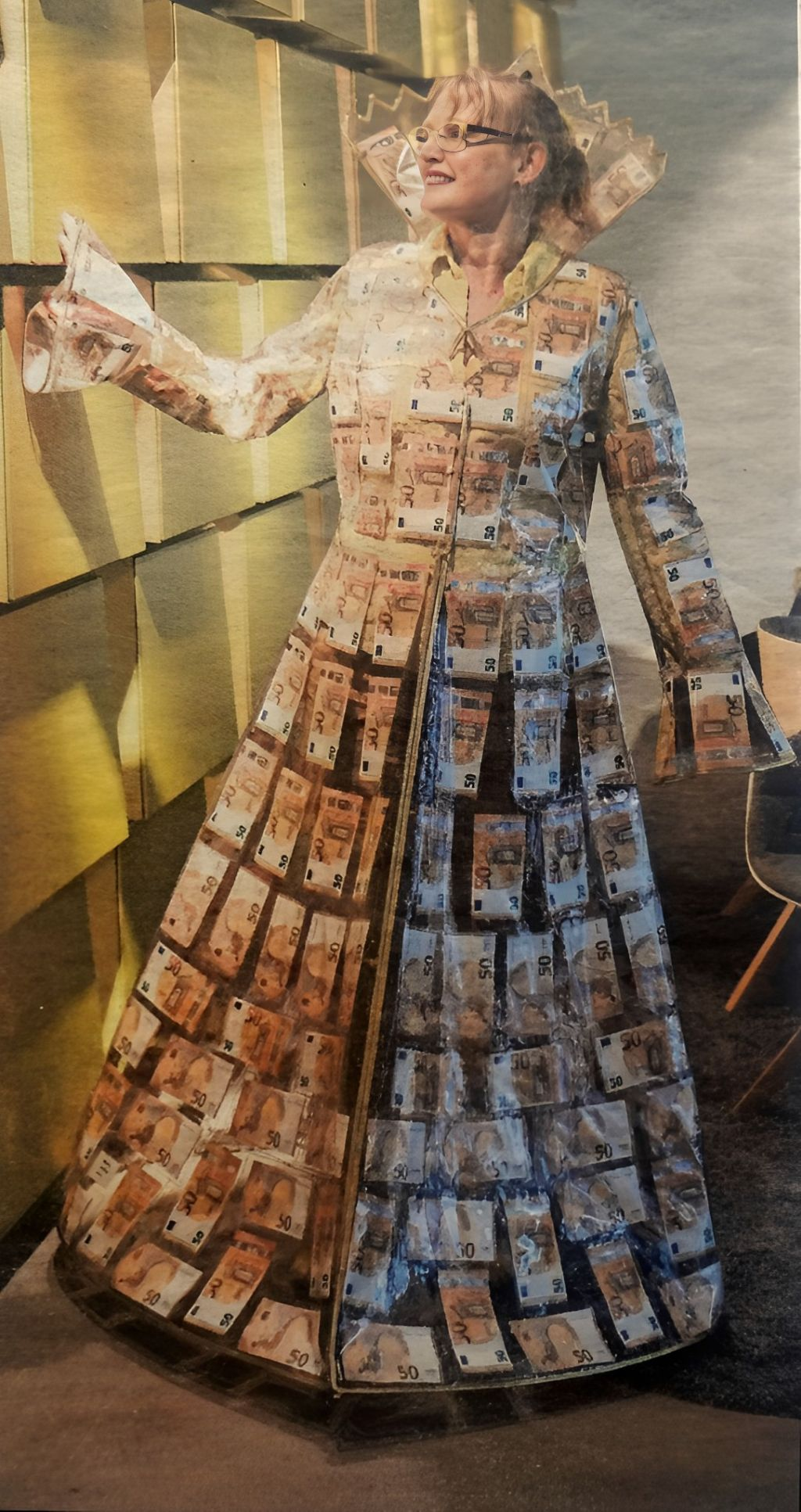
50-eurobiljettenjas, Hinke Luiten 2017
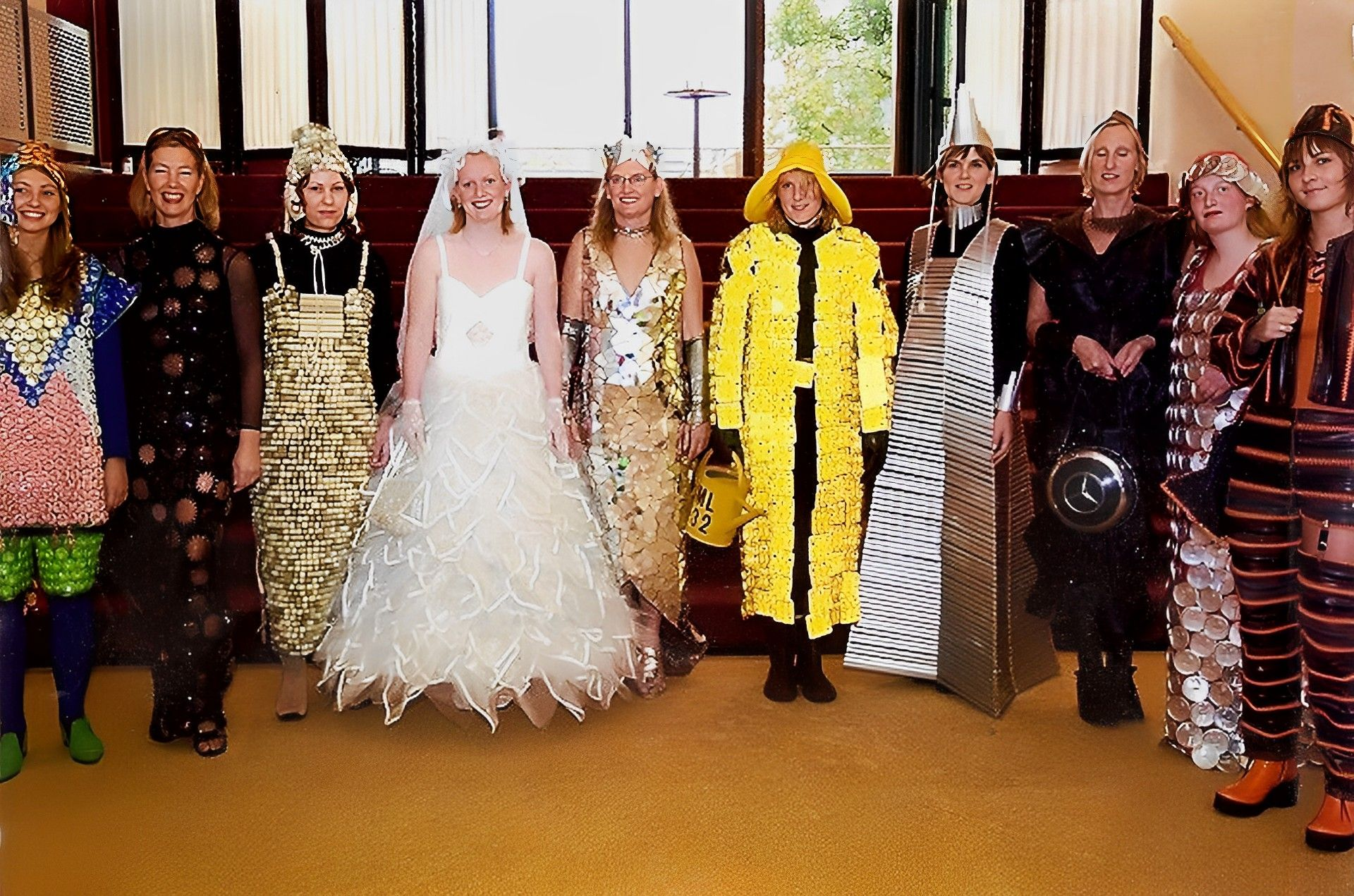
Modeshow Twente Milieu, Hinke Luiten 2007
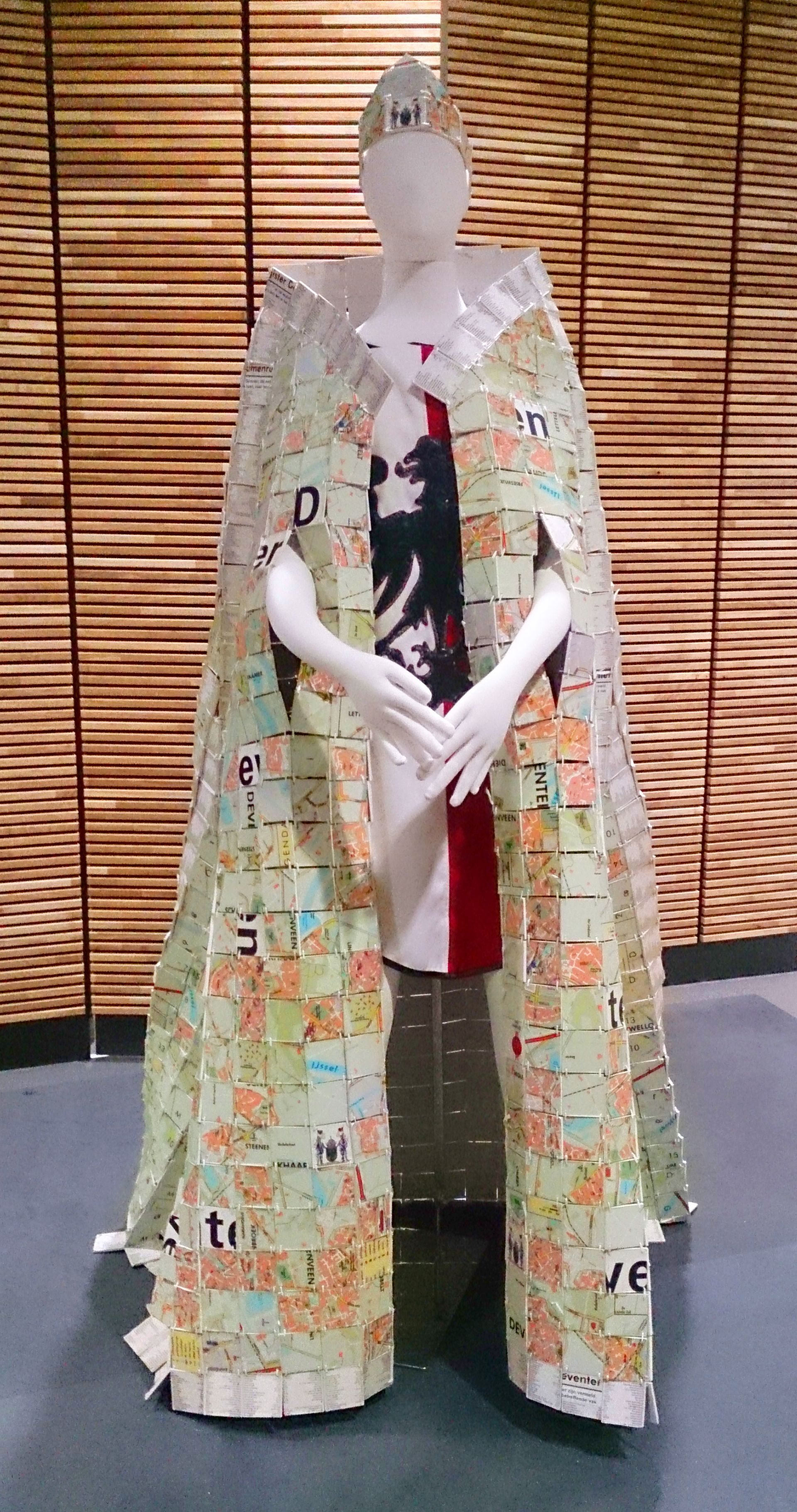
Deventer stadsplattegrond-cape, Hinke Luiten 2001
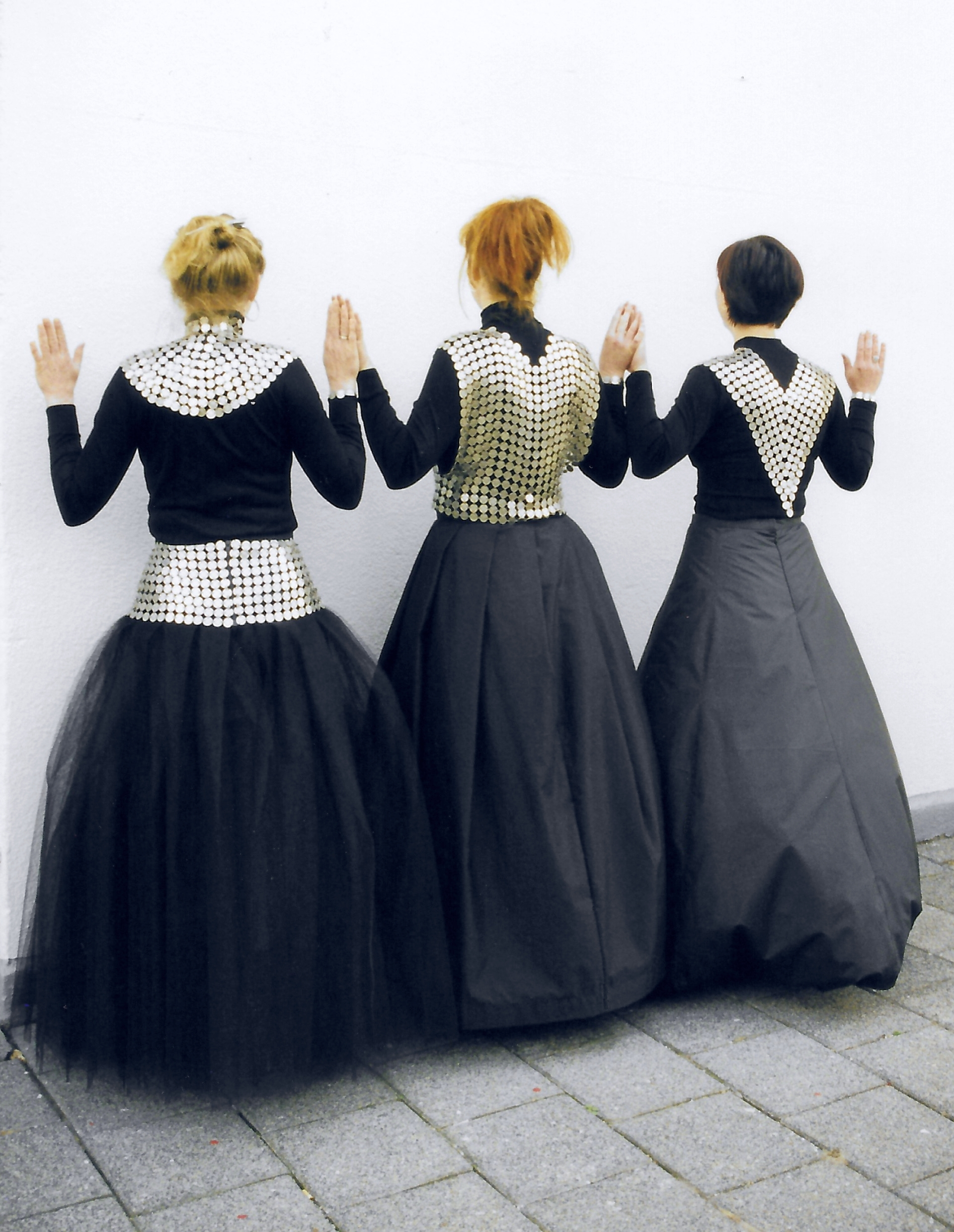
Kwartjeskragen, Hinke Luiten 2002
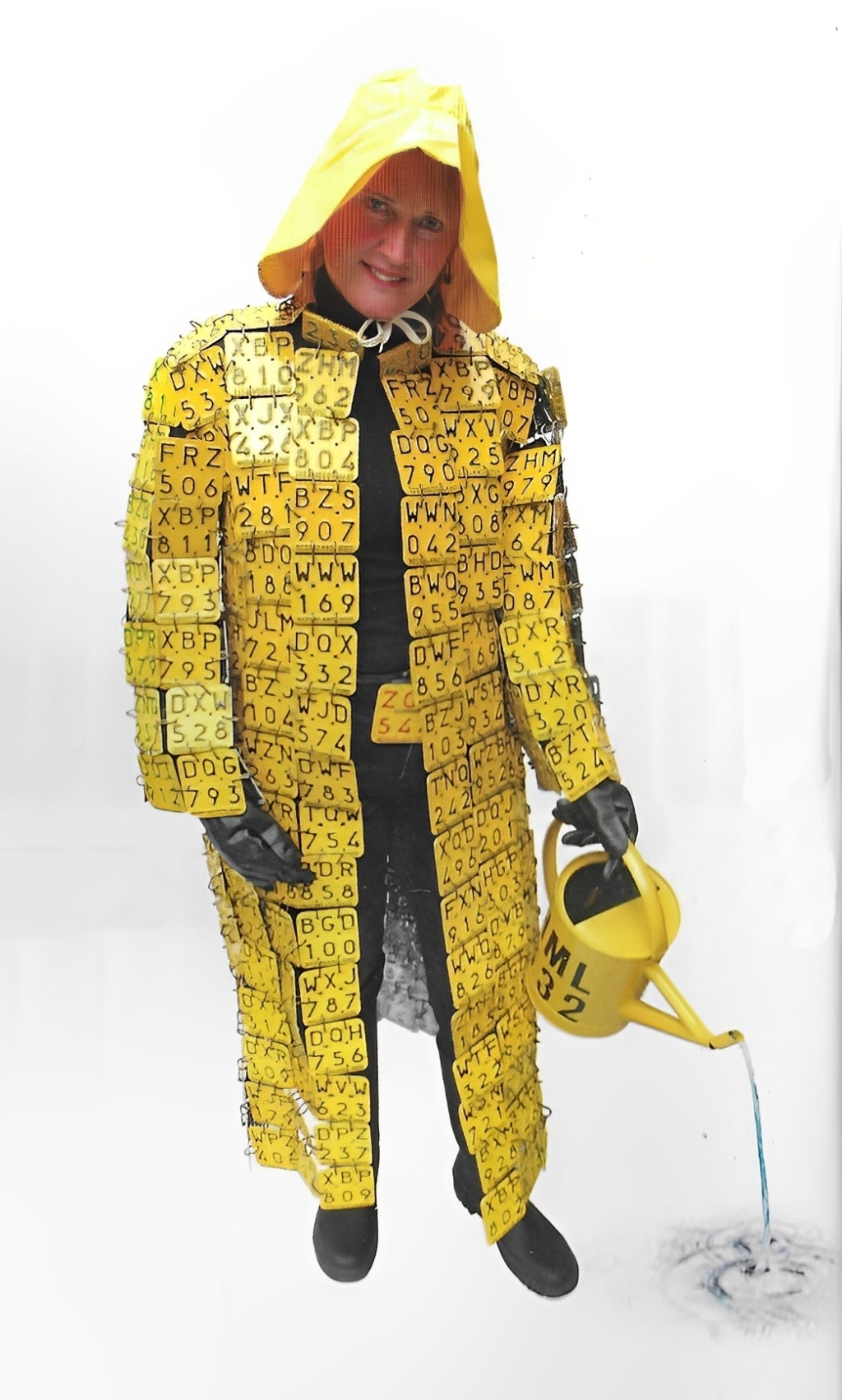
Bromfietsplaatjesjas, Hinke Luiten 2006
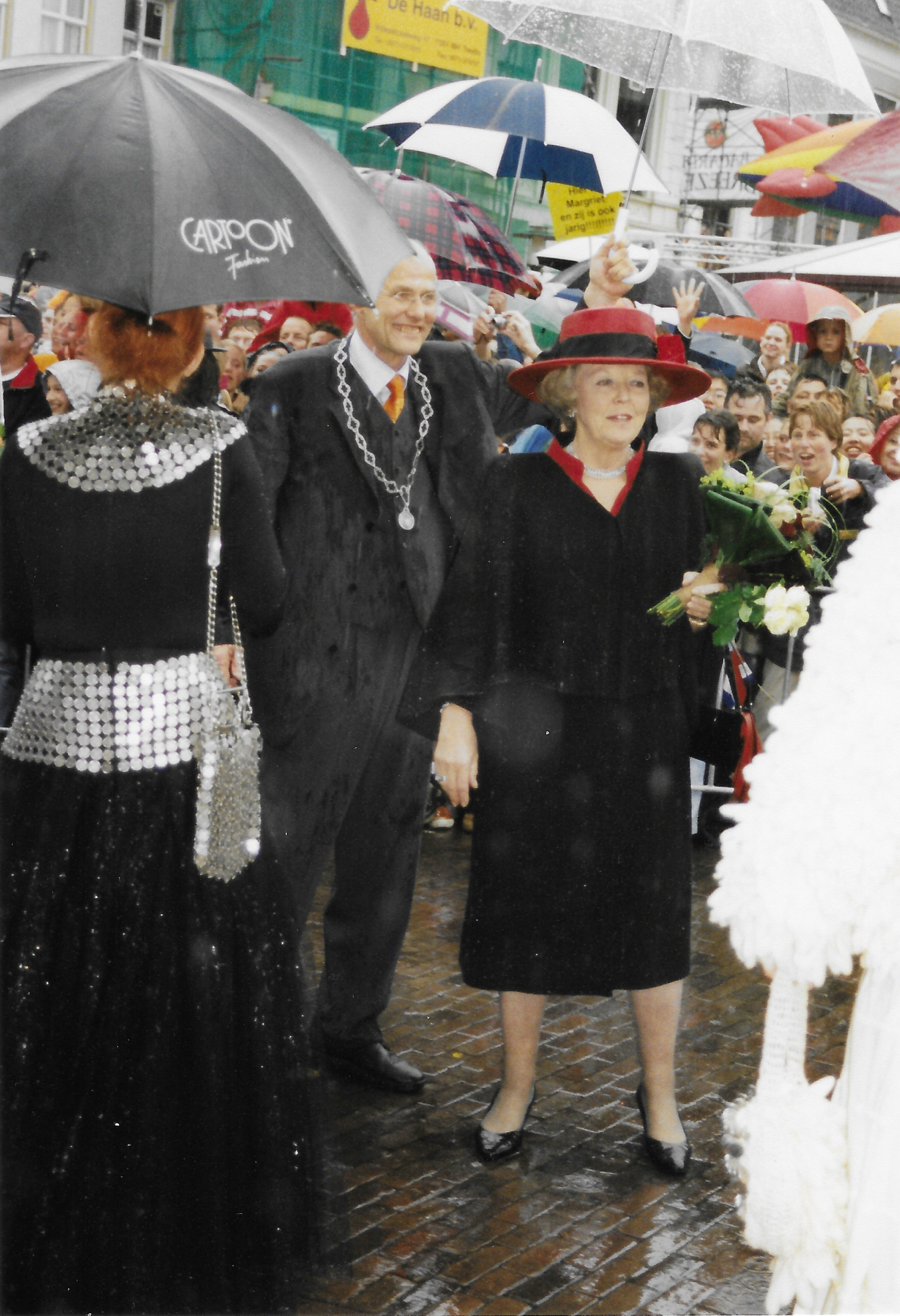
Hinke Luiten geeft uitleg over de Chirurgenhandschoenen-trouwjurk aan Koningin Beatrix tijdens Koninginnedag 2003
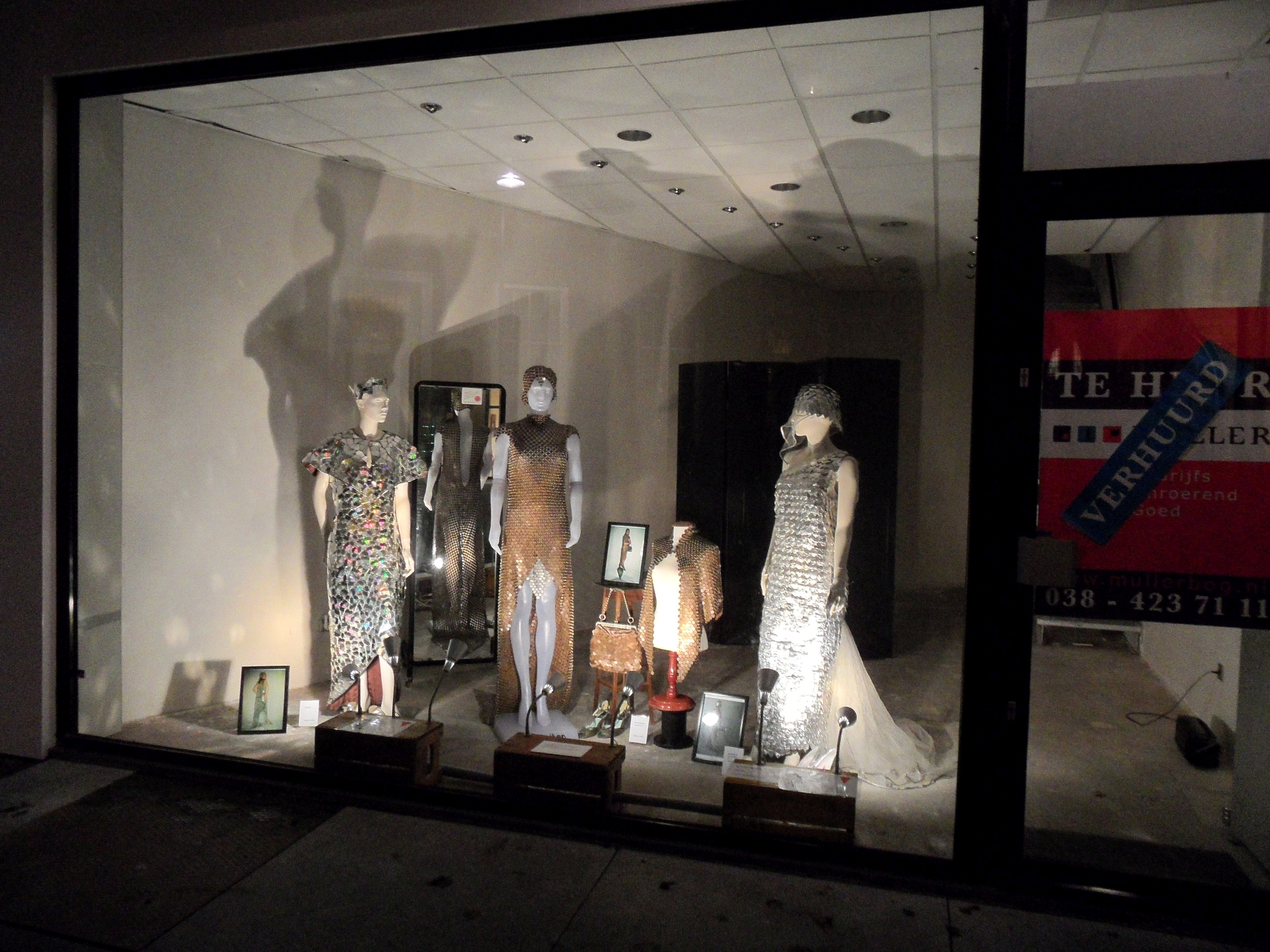
Creaties van Hinke Luiten in een lege winkel in Deventer in 2010
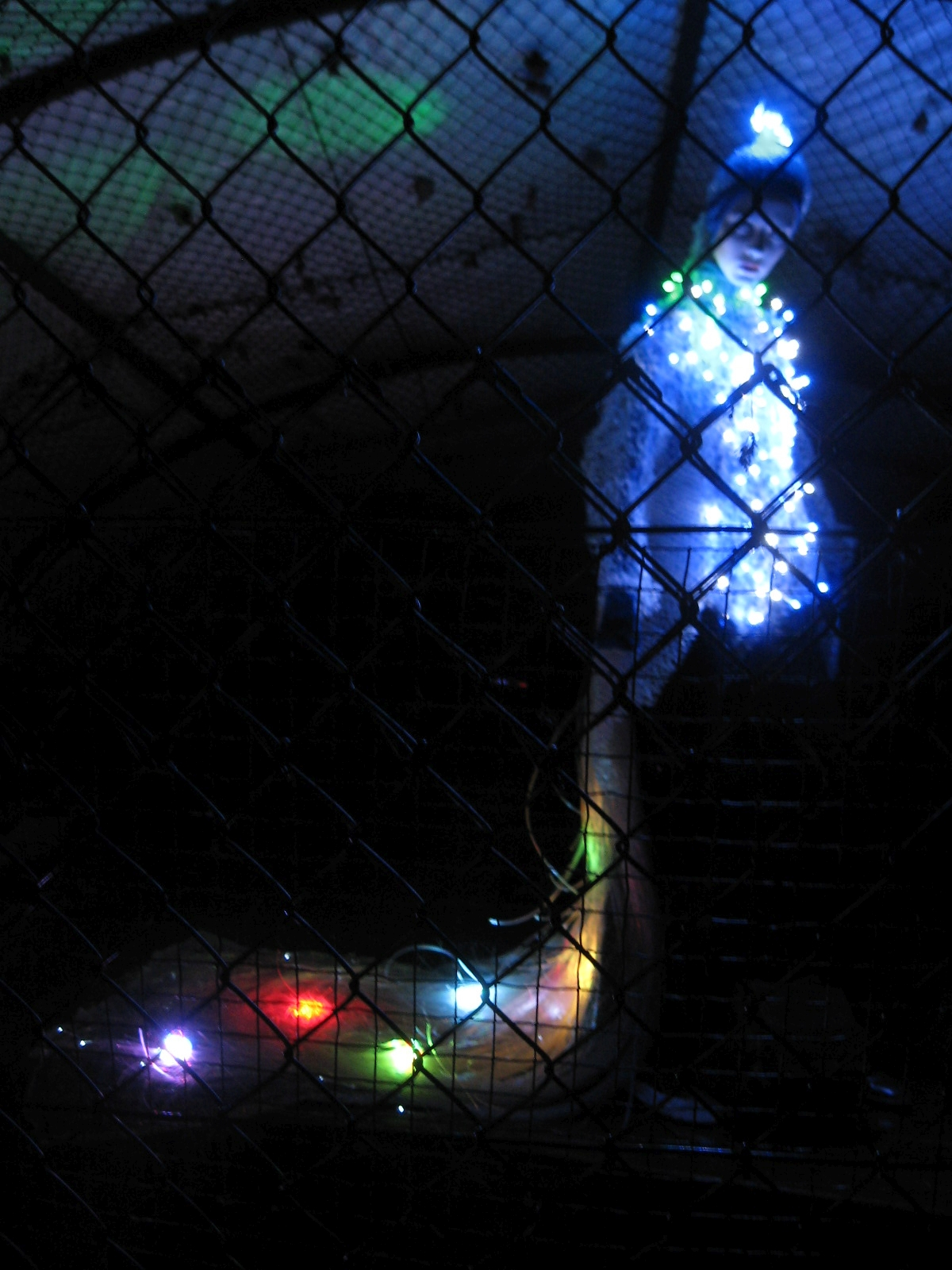
Glasvezelpauw, Hinke Luiten 2009
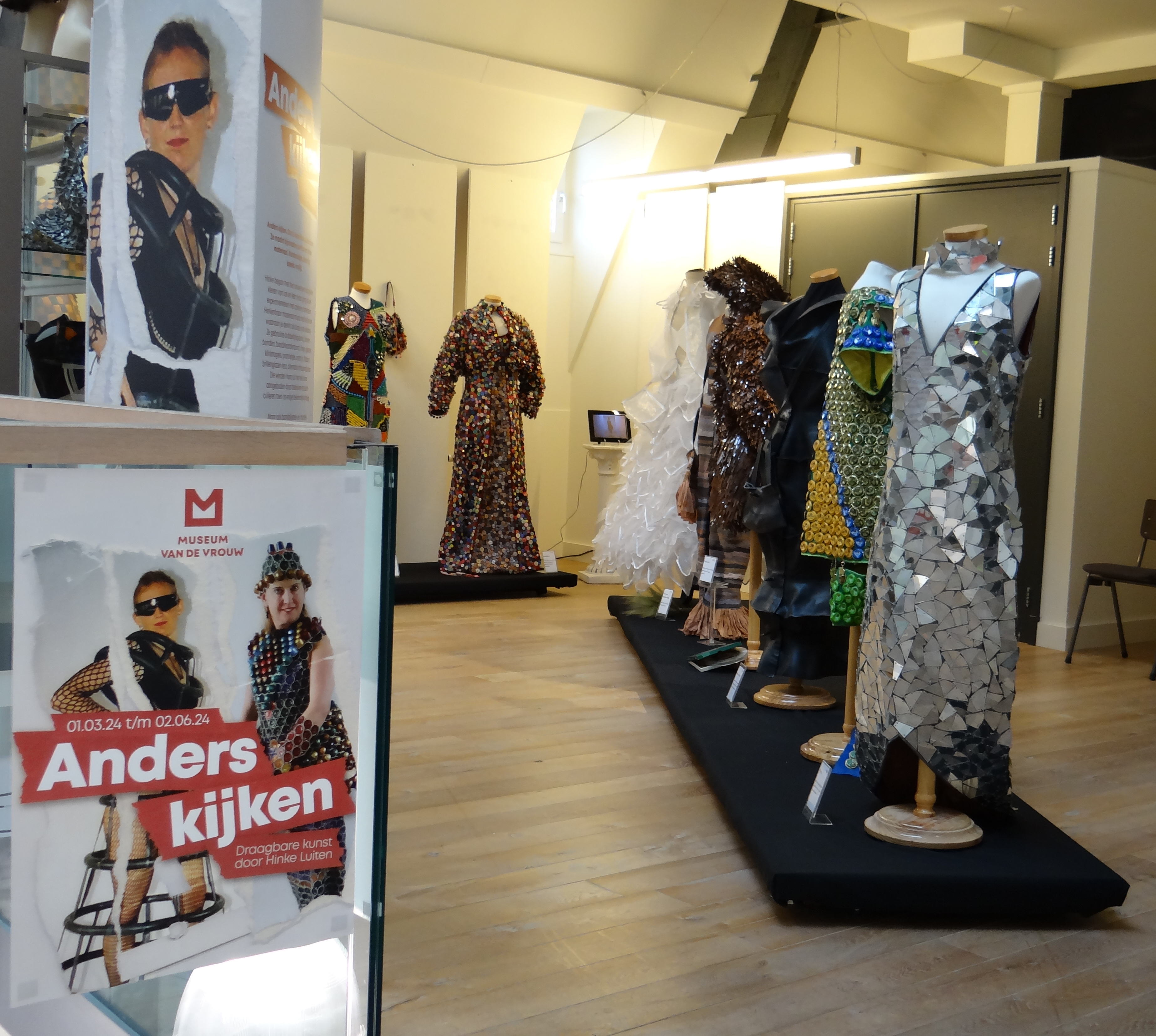
Expositie Museum van de Vrouw, Hinke Luiten 2024

- RKD-Nederlands Instituut voor Kunstgeschiedenis: 117213